# Bataille de Bir Hakeim
Pour les articles homonymes, voir Bir Hakeim.
Seconde Guerre mondiale
Batailles
Guerre du Désert
- Invasion de l'Égypte
- Compass (Fort Capuzzo
- Nibeiwa
- Sidi Barrani
- Bardia
- Tobrouk (1941)
- Mechili
- Beda Fomm)
- Koufra
- Siège de Giarabub
- Sonnenblume
- El Agheila (1941)
- Siège de Tobrouk (Raid sur Bardia
- Raid Twin Pimples)
- Skorpion
- Brevity
- Battleaxe
- Crusader (Flipper
- Bir el Gubi (novembre 1941)
- Point 175
- Bir el Gubi (décembre 1941))
- Fort Lamy
- Gazala (Bir Hakeim
- Tobrouk (1942))
- Mersa Matruh
- El Alamein (juillet 1942) (Raid sur l'aérodrome de Sidi Haneish)
- Alam el Halfa
- Agreement (Caravan)
- Bertram
- Braganza
- El Alamein (octobre 1942) (Avant-poste Snipe)
- El Agheila (1942)

Débarquement allié en Afrique du Nord
- Blackstone
- Casablanca
- Reservist
- Terminal
- Port Lyautey
- Brushwood

Campagne de Tunisie
- Course pour Tunis
- Ligne Mareth
- Sidi Bouzid
- Kasserine
- Sejnane
- Ochsenkopf
- Capri
- Ksar Ghilane
- Pugilist
- El Guettar
- Wadi Akarit
- Longstop Hill
- Hill 609
- Vulcan
- Flax
- Retribution
- Strike

La bataille de Bir Hakeim est une bataille de la Seconde Guerre mondiale, qui se déroule du 27 mai au 11 juin 1942 durant la guerre du désert.
Elle tire son nom d'un point d'eau désaffecté au milieu du désert de Libye, au sud de Tobrouk. Pendant seize jours, la 1re brigade, future 1re division française libre, commandée par le général Kœnig résiste aux attaques des armées motorisées italiennes et allemandes, du Deutsches Afrikakorps, plus nombreuses, commandées par le général Erwin Rommel, qui tentent de couper la retraite des Britanniques battus à Gazala.
La défense tenace des Français libres, dont les deux tiers des effectifs sont issus des colonies, va permettre aux Britanniques d'échapper à l'encerclement et de préparer les positions défensives qui conduiront à une victoire stratégique lors de la première bataille d'El Alamein en juillet 1942.
Bir Hakeim est la première contribution militaire importante des Forces françaises libres. Elle sert le prestige et la reconnaissance politique par les Alliés du Comité national de la France combattante.

## Situation en Libye au milieu de 1942
Au début de 1942, après sa déroute dans l'ouest de la Cyrénaïque, la 8e armée britannique fait face aux troupes germano-italiennes en Libye, autour de la place forte de Tobrouk. En mai 1942, l'offensive allemande en Libye est relancée avec pour but la prise du canal de Suez. Cette offensive sera menée à bien jusqu'à la bataille de Bir Hakeim qui ruinera les ambitions de Rommel au Moyen-Orient. L'offensive débute sous de bons augures, le général Kesselring et son corps aérien, revenus du front de l'Est, ont lancé l'opération Herkules visant à s'emparer de Malte.
Malte, qui entravait le ravitaillement de l'Afrikakorps, est neutralisée par les bombardiers opérant à partir des bases de Sicile. De plus, des hommes-grenouilles italiens ont mis hors de combat deux cuirassés britanniques, ainsi qu'un cargo de la Royal Navy, en rade d'Alexandrie. Le ravitaillement et les renforts germano-italiens s'améliorent alors que les Britanniques sont contraints d'envoyer des troupes en Asie du Sud-Est pour contrer les Japonais (voir campagne de Birmanie notamment).
Pour préparer cette offensive, Rommel peut compter sur de multiples sources de renseignements sur la situation de l'ennemi. L'Abwehr réussit à percer les codes britanniques et peut déchiffrer les messages transmis aux attachés militaires américains qui regorgent de précisions sur le dispositif militaire britannique. Il infiltre également un espion au Caire, Johannes Eppler (en) et, à ceci, s'ajoutent les moyens de surveillance radiotélégraphiques de la compagnie d'écoute (Horchabteilung). Certes, Rommel ne dispose pour cette offensive que de 90 000 hommes et 575 panzers face aux 100 000 hommes et 994 chars britanniques, mais il possède l'initiative et ses troupes sont plus mobiles et plus aguerries, en particulier pour combattre dans le désert (il manquera en réalité dramatiquement de pétrole). Il choisit d'envelopper la ligne de front britannique par le sud et de remonter ensuite au nord de manière à séparer en deux la 8e armée britannique du général Ritchie. Le 26 mai 1942, Erwin Rommel lance son offensive, avec laquelle il espère atteindre le canal de Suez.
Avec son aile gauche, composée des 10e et 21e corps italiens (divisions Sabratha (it), Trento, Brescia et Pavia) renforcés par la 15e brigade allemande d'infanterie, il déclenche une attaque frontale sur Gazala par la route côtière, en direction de Tobrouk, espérant ainsi y fixer l’essentiel des forces du Commonwealth. Mais, simultanément, il lance vers le sud ses cinq meilleures divisions (la 15e panzerdivision, la 21e panzerdivision, la 90e leichte afrika division allemande, la 132e division blindée « Ariete » et la 101e division motorisée « Trieste »), en un mouvement tournant destiné à contourner la ligne fortifiée nord-sud des Britanniques, de façon à remonter ensuite vers le nord pour prendre à revers le gros des forces britanniques et les détruire dans la poche ainsi créée. Il espère ensuite une chute rapide de Tobrouk, pour pouvoir foncer sur l'Égypte. Le général Ritchie, commandant la 8e armée britannique, convaincu que les Allemands attaqueront directement Tobrouk, a déployé le gros de ses forces face aux deux divisions italiennes, avec quatre divisions et deux brigades. Le flanc sud n'est couvert que par deux divisions et trois brigades dont la 1re brigade française libre. Le piège semble pouvoir se refermer sur la 8e armée.

## La1rebrigade française libre

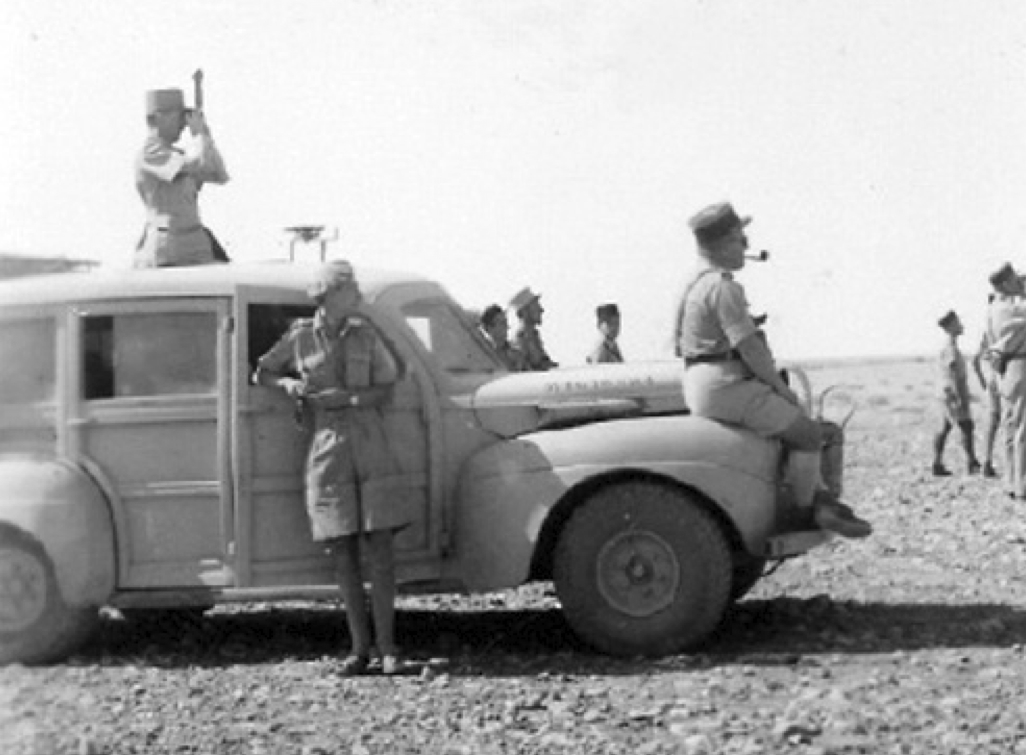
Le général Koenig, Susan Travers et le commandant René Babonneau à Bir Hakeim en mai 1942.

La 1re brigade française libre, commandée par le général Kœnig, est une unité assez hétérogène, formée au gré des ralliements successifs, composée de 3 700 hommes, dont les deux tiers sont issus des colonies et territoires outre-mer (comme les Tamarii volontaires tahitiens du Bataillon du Pacifique), que le général Yves Gras, ancien de la 1re division française libre, décrit comme des « Français venus de tous les horizons, volontaires, étrangers, tirailleurs coloniaux, Noirs d'AEF, Pacifiens, Indochinois, Malgaches, Nord-Africains, Libanais, Pondichériens, la 1re brigade apparaît comme une étonnante synthèse de la France et de son empire ».
- Commandant la 1re BFL : général Kœnig
  - Chef d'état-major : colonel Pierre Masson[5]
  - Compagnie de QG 51 : lieutenant Olivier
  - Premier groupement : lieutenant-colonel Amilakvari (13e demi-brigade de Légion étrangère)[6].
    - 2e bataillon de Légion étrangère : commandant René Babonneau : il repousse l'attaque de plus de 70 chars de la division Ariete, en détruisant 35 chars. Son bataillon reçoit une citation à l'ordre de l'armée. Resté à l'arrière pour assurer le repli, lors de la sortie de vive force de Bir Hakeim, dans la nuit du 10 au 11 juin 1942, il est fait prisonnier et transféré en Italie, d'où il tente de s'évader par deux fois.
    - 3e bataillon de la Légion étrangère : commandant Puchois : composé notamment de près de 300 républicains espagnols[7], expérimentés et maîtrisant les techniques de guérilla.

  - Deuxième groupement : lieutenant-colonel de Roux (demi-brigade coloniale)
    - Bataillon de marche no 2 (BM 2) : commandant Amiel, volontaires de l’Oubangui-Chari. L'infanterie du BM 2 sera la plus éprouvée au cours de la bataille
    - Bataillon du Pacifique : lieutenant-colonel Broche, composé de volontaires de Polynésie française, de Nouvelle-Calédonie et des Nouvelles-Hébrides
    - 1er bataillon d'infanterie de marine : commandant Savey

  - 1er régiment d'artillerie : commandant Jean-Claude Laurent-Champrosay, commandant en second Charles Bricogne
  - 1er bataillon de fusiliers-marins (DCA) : capitaine de corvette Amyot d’Inville, chargé de la Défense Contre Avions, renforcé de la troop D de la 43e batterie du 11th City of London Yeomanry Regt RA (en) (TA), commandée par le Lt Beachman [8] ;
  - 22e compagnie nord-africaine : capitaine Lequesne, constituée principalement d'Algériens, de Tunisiens et de Marocains, la 22e compagnie de Nord-Africains paye un lourd tribut à cette bataille : 10 tués, 47 disparus et 17 blessés, soit 74 hommes hors de combat sur un effectif d'environ 180 officiers, sous-officiers et tirailleurs.
  - et aussi 1re compagnie anti-chars : capitaine Jacquin, 1re compagnie de sapeurs-mineurs : capitaine Desmaison, 1re compagnie de Transmissions : capitaine Renard, 101e compagnie auto : capitaine Dulau, 1er atelier lourd de réparations auto : capitaine Bell, intendance : intendant Bouton, Gr. Exploitation no 1 : capitaine de Guillebon, groupe sanitaire divisionnaire no 1 : médecin-cdt Vignes, Ambulance chirurgicale légère : médecin-cap. Guillon, hôpital de campagne Hadfield-Spears : médecin-cdt Fruchaud, la 22e mission britannique de liaison[9].

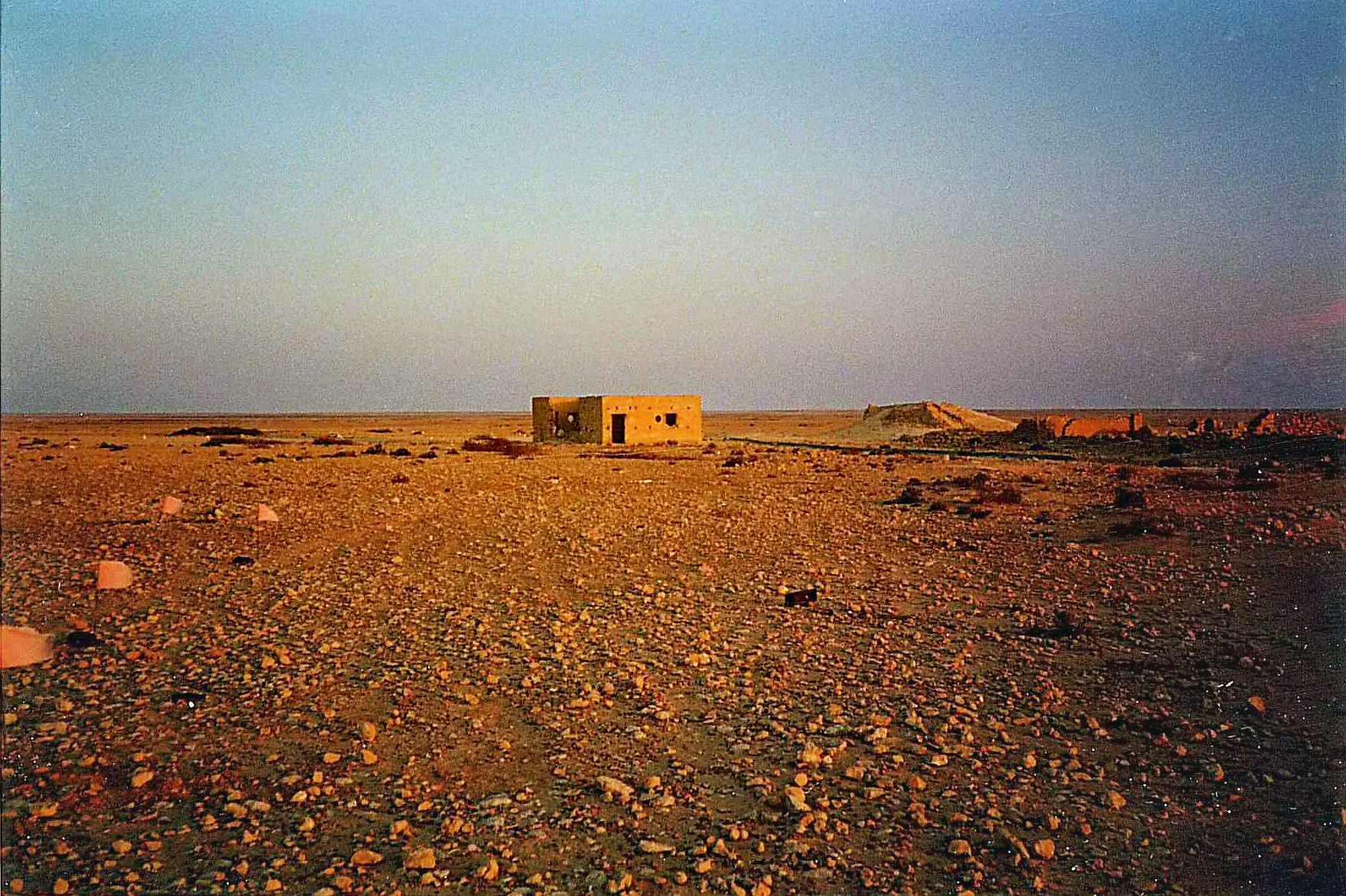
Le village de Bir Hakeim en 1990.

Comme pour les troupes, l'armement a diverses origines, et est assez hétéroclite. Ainsi 63 chenillettes Bren Carrier, de nombreux camions et deux obusiers ont été fournis par les Britanniques. Mais la grande majorité de l'artillerie est d'origine française, récupérée au Levant. On y trouve 54 canons de 75 (dont 30 utilisés en antichars), 14 de 47, 18 de 25. Les Britanniques ont aussi fourni 86 fusils antichars Boys de 13,9 mm et 18 canons antiaériens de 40 mm Bofors, mais la majeure partie de l'équipement de l'infanterie est française avec 44 mortiers de 81 ou de 60, 76 mitrailleuses Hotchkiss, dont 4 bi-tubes, 96 fusil-mitrailleurs 24/29 de DCA et 270 d’infanterie. La garnison dispose au départ de dix jours de ravitaillement et de vingt mille obus de 75.

## Phases de la bataille

### La position de Bir Hakeim, un réduit français libre

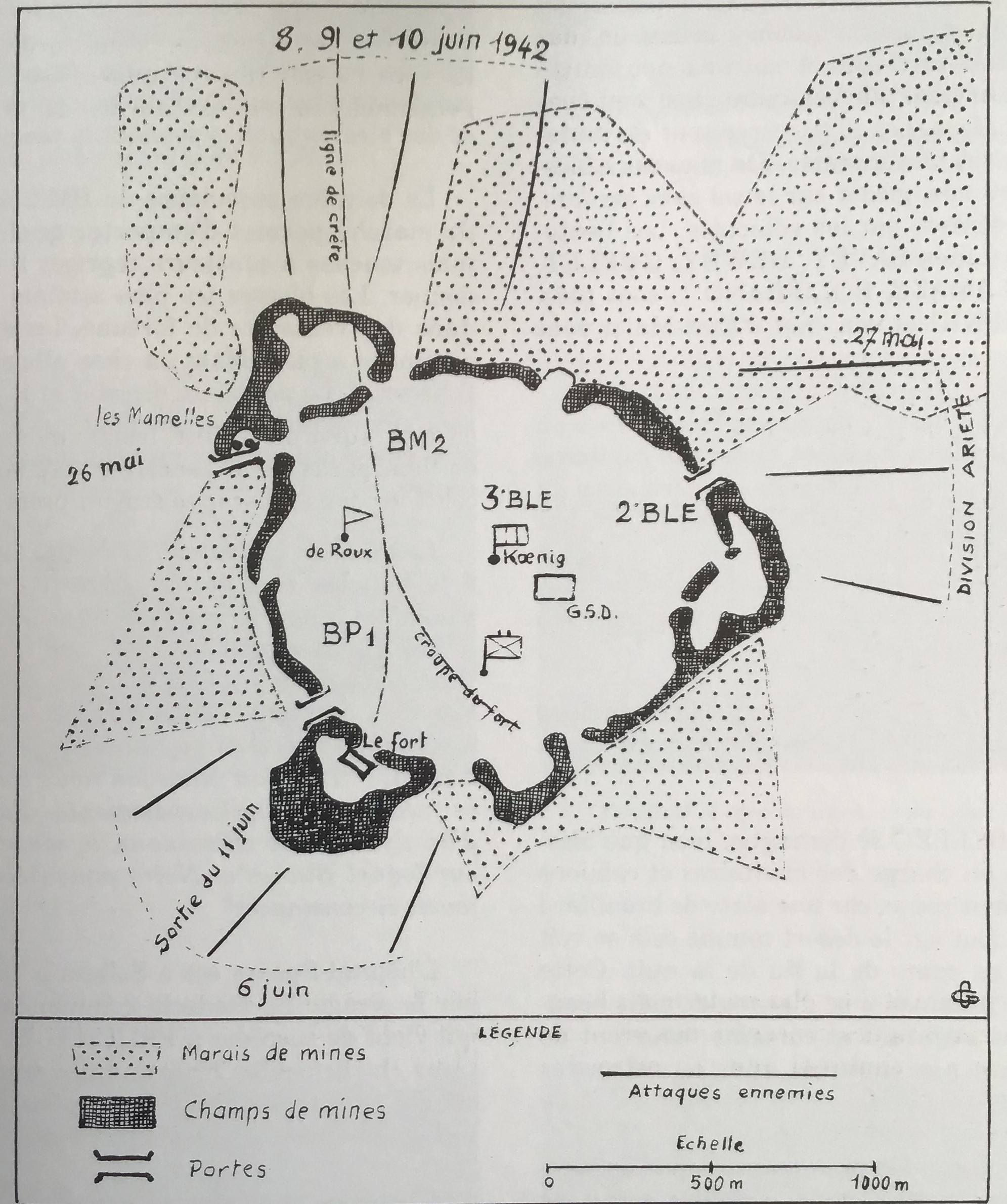
Dessin du camp retranché de Bir Hakeim, mai-juin 1942, dressé par Guy Chauliac (GC).

Parmi les points de résistance faisant face au sud, un est tenu par des Français libres.

Le général Bernard Saint-Hillier décrit ainsi la position de Bir Hakeim que les hommes de Kœnig vont devoir défendre : 
« Simple croisement de pistes dans un désert aride, caillouteux et nu que balaient les vents de sable, Bir Hakeim est vu de partout. Le champ de bataille se caractérise en effet par une absence totale de couverts et d'obstacles naturels. La position englobe une légère ondulation sud-nord, que jalonne un ancien poste méhariste, sans valeur défensive, et, près d'un point coté 186, les deux mamelles, qui sont les déblais de deux anciennes citernes. À l'est de l'ondulation, une grande cuvette inclinée vers le nord.
Kœnig divise le point d'appui en trois secteurs, défendus par trois des bataillons. Le 2e bataillon de la 13e DBLE tenant la façade est. Le 3e en réserve, forme plusieurs groupes mobiles dotés de véhicules et de canons de 75 ou de 25 portés, disponibles pour mener des reconnaissances parfois lointaines à l’extérieur du réduit.
Le système défensif emploie massivement les mines. Le commandant Vincent, de la brigade FFL, décrit ainsi les défenses de Bir Hakeim : Pour donner de la profondeur à ce système défensif relativement linéaire, un marais de mines, c'est-à-dire une surface très grande faiblement minée, précède la position. Les branches nord et nord-est de ce marais s'étendent jusqu'aux centres de résistance voisins. À hauteur du Trigh-el-Abd, elles sont reliées par une bande minée. Le triangle ainsi déterminé sur le terrain, qui est baptisé zone du V, est surveillé par des patrouilles motorisées de la brigade FFL. »
Le dispositif défensif initial est mis en place par le général de Larminat puis par le général Kœnig qui, ayant fait la Première Guerre mondiale, ordonnent à leurs hommes de creuser au pic et à la barre à mines dans le sol de roche dure des abris à un mètre de profondeur, la vie souterraine avec armes, personnel et véhicules s'y organisant.

### L'assaut italien
Dans la nuit du 26 mai 1942, Rommel, devançant l’offensive planifiée par les Britanniques, passe le premier à l’attaque. Les 15e et 21e divisions blindées, ainsi que la 90e division légère de l’Afrika Korps et les deux divisions du 20e corps d’armée italien, la blindée Ariete et la motorisée Trieste, lancent le large mouvement de contournement prévu, au sud de Bir Hakeim. Les unités blindées britanniques, surprises, résistent de façon improvisée et désordonnée aux Germano-Italiens qui leur infligent des pertes considérables, mais ces derniers subissent aussi des pertes importantes. À la nouvelle des premiers mouvements ennemis, Kœnig fait prendre à ses hommes leurs dispositions pour le combat.

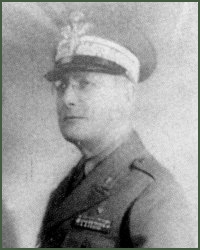
Général Giuseppe De Stefanis.

Le 27 mai, à 9 h, Rommel donne l'ordre au général De Stefanis (it), commandant de la division blindée italienne Ariete, d'attaquer Bir Hakeim par le sud-est. Les unités de cette division, à savoir le 132e régiment de chars (it) équipé de M13/40, le 8e régiment de bersagliers (tirailleurs) et le 132e régiment d'artillerie, abordent la position française à revers, en deux vagues successives, à partir de 9 h 30. Les bersagliers qui tentent de débarquer de leurs camions pour soutenir la charge blindée sont contraints au repli en raison du tir de barrage de l'artillerie française. Sans aucun appui, les blindés chargent et tentent de traverser le marais de mines. Six d'entre eux parviennent à s'infiltrer à l'intérieur de la position française, malgré les mines et les tirs antichars. Ils sont détruits à bout portant par les canons de 75 mm commandés par le sergent Walter Grand et leurs équipages sont capturés. Croyant la situation désespérée, le capitaine Morel, chef de la 5e compagnie, décide de brûler son fanion et ses documents.

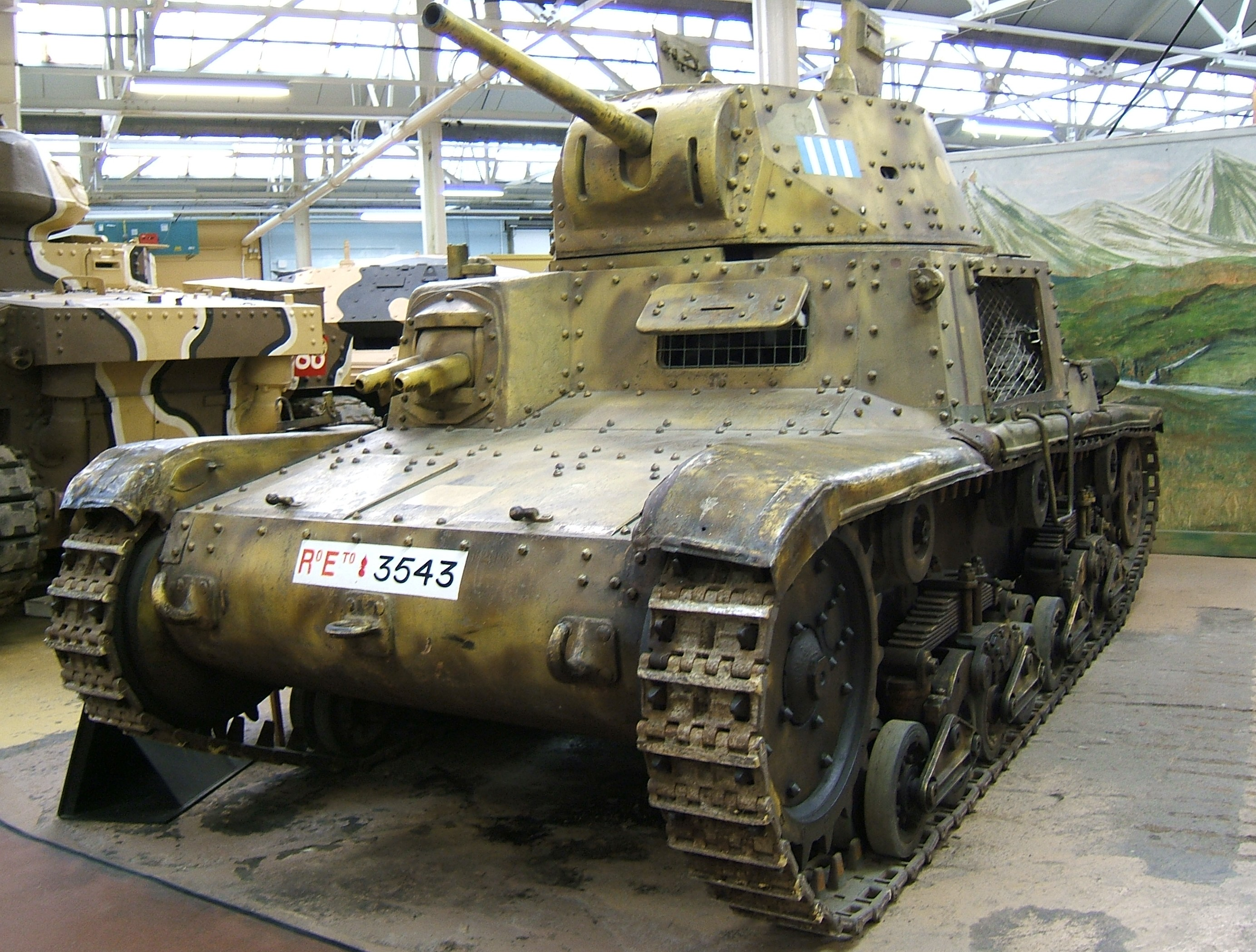
Char M13/40 italien conservé au musée des blindés de Bovington.

Les chars restants tentent alors de déborder la résistance par le nord, mais ils tombent dans le champ de mines en V qui protège ce flanc. Les Italiens finissent par se regrouper et se replier. Ils laissent trente-deux blindés sur le terrain et quatre-vingt-onze prisonniers, dont le lieutenant-colonel Pasquale Prestisimone (it), commandant du 132e régiment de chars. La division Ariete a été réduite à trente-trois chars en quarante-cinq minutes et doit cesser son attaque. Les Français, eux, n'ont que deux blessés, un camion et un canon détruits. Beaucoup de tirs des canons antichars ont lieu à 400, voire à 200 m, mais les légionnaires n'ont pas perdu pied. La journée du 27 mai se termine localement sur un échec pour les forces de l'Axe mais, plus au nord, la 3e brigade indienne est anéantie et deux brigades britanniques, la 4e blindée et la 7e motorisée (en), bousculées, doivent se replier sur Bir-el-Gobi et El Adem (en), laissant Bir Hakeim isolé. Durant les journées du 28 et du 29 mai, la Royal Air Force bombarde les alentours et la position de Bir Hakeim, s'en prenant aux carcasses de chars italiens. Le général Kœnig envoie un détachement, sous les ordres du capitaine de Lamaze, pour incendier ces épaves, afin de diminuer le risque de méprises. Le groupement essaie vainement de prendre contact avec la 150e brigade britannique (en), installée plus au nord, mais l’artillerie italienne l'oblige à y renoncer, non sans que le détachement français ait détruit sept automitrailleuses ennemies. Le 29 mai, c’est le groupe mobile du capitaine de Sairigné qui détruit trois chars allemands. Saint-Hillier raconte le 29 mai :
« Dans notre point d'appui, aucun renseignement ne parvient sur la situation générale, nous savons seulement que la 3e brigade indienne fut écrasée le 27 mai, par 44 chars suivis de nombreuses autres troupes et que la 4e brigade blindée et la 7e brigade motorisée britannique se sont repliées sur Bir-el-Gobi et El-Adem. Nous sommes en grande partie isolés du reste de l'armée britannique… »
Le lendemain, 30 mai, et le jour suivant, un calme relatif revient à Bir Hakeim, où ne se produit qu’une infiltration ennemie dans les champs de mines.
Quant à l’eau, elle menace de manquer à la suite de l’arrivée de six cent vingt soldats indiens assoiffés, capturés puis abandonnés par les forces de l’Axe en pleine offensive, et de la présence de deux cent quarante-trois prisonniers. Le groupement mobile du capitaine Lamaze, à la demande de la 7e division blindée britannique, se charge de colmater la brèche ouverte la veille par les blindés de l’Axe dans le champ de mines. Soutenus par le colonel Amilakvari, les légionnaires sont surpris par l’adversaire, mais réussissent à se replier, grâce à l’intervention des Bren Carriers de la 9e compagnie Messmer.
Le 31 mai, les cinquante camions de ravitaillement de la 101e compagnie automobile du capitaine Dulau parviennent à Bir Hakeim, avec leur cargaison d'eau. En repartant, le convoi récupère les blessés graves et les bouches inutiles, Indiens et prisonniers ennemis. Un raid mené par le colonel Amilakvari, destiné à nettoyer les alentours avec les groupes mobiles Messmer, de Roux et de Sairigné, permet de détruire cinq chars ennemis et un atelier allemand de réparation de blindés. Le bilan de la brigade FFL, du 27 mai au départ du convoi, est de quarante et un chars détruits, 98 prisonniers allemands et 145 Italiens pour deux morts et quatre blessés. Ce même 31 mai, les Allemands sont forcés de reculer temporairement vers l'ouest, à la suite d'une contre-offensive de la 150e brigade britannique, mais celle-ci est mise en pièces et, dès le lendemain, l'encerclement de Bir Hakeim est de nouveau en place.

### Le siège
Les succès de Rommel au nord, où les combats font rage, ont cependant affaibli les forces de l’Axe, car les Britanniques ont mis en œuvre leur supériorité numérique en chars. De plus, la résistance française à Bir Hakeim rend risqué le mouvement de contournement projeté par Rommel, malgré les coups portés aux Britanniques, comme la destruction le 1er juin de leur 150e brigade d’infanterie (en). Les divisions de l’Afrika Korps ne peuvent laisser subsister sur leurs arrières la menace d’une brigade alliée qui vient de prouver sa valeur. Rommel doit interrompre son avance, jusqu’à ce qu’il ait réduit le point d’appui français. Après avoir renforcé les divisions italiennes avec des troupes de l’Afrika Korps pour appuyer leur attaque, et fait bombarder à plusieurs reprises, le 1er juin, le camp retranché français, Rommel envoie contre cette place la division motorisée Trieste, la 90e division légère allemande et 3 régiments blindés de reconnaissance de la division Pavia. Elles arrivent le 2 juin[réf. nécessaire].

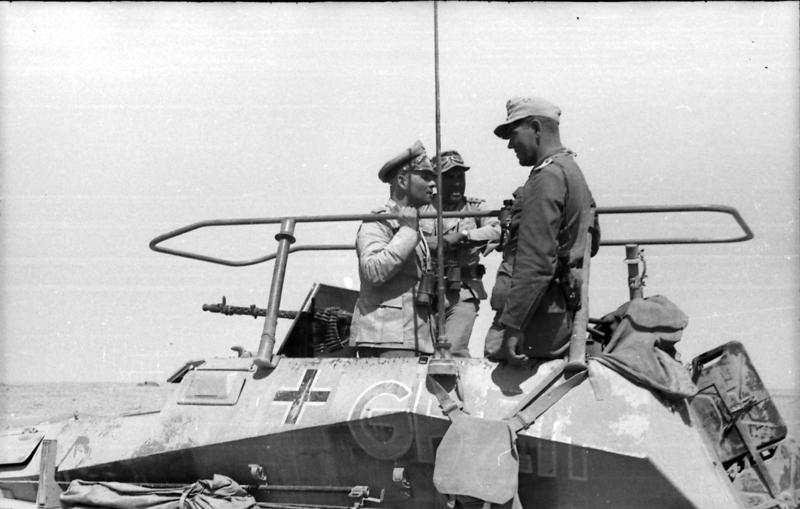
Le Generaloberst Erwin Rommel et le General Fritz Bayerlein dans le véhicule de commandement à Bir Hakeim.

La garnison de Bir Hakeim repère l’approche des unités ennemies à 8 h du matin, les premières formations allemandes progressant vers le sud, tandis que les Italiens s’avancent au nord. Deux officiers italiens se présentent, à 10 h 30 du matin devant les lignes du 2e bataillon, et demandent la reddition du camp retranché. Le général Kœnig rejette leur ultimatum. Du 2 au 10 juin, un duel d'artillerie a lieu, plus de 40 000 obus de gros calibre sont tirés (allant du calibre 105 au 220 mm) et une grande quantité de bombes est larguée. Les Français, eux, tireront 42 000 obus de 75 mm. La position est aussi continuellement pilonnée par les aviations allemande et italienne. Les Stukas allemands effectueront plus de vingt sorties de bombardement sur Bir Hakeim. L'armée britannique est incapable de soutenir la défense des Français, à l'exception d'une attaque, vite enrayée, le 2 juin, contre la division Ariete. L'isolement de Kœnig est presque total.

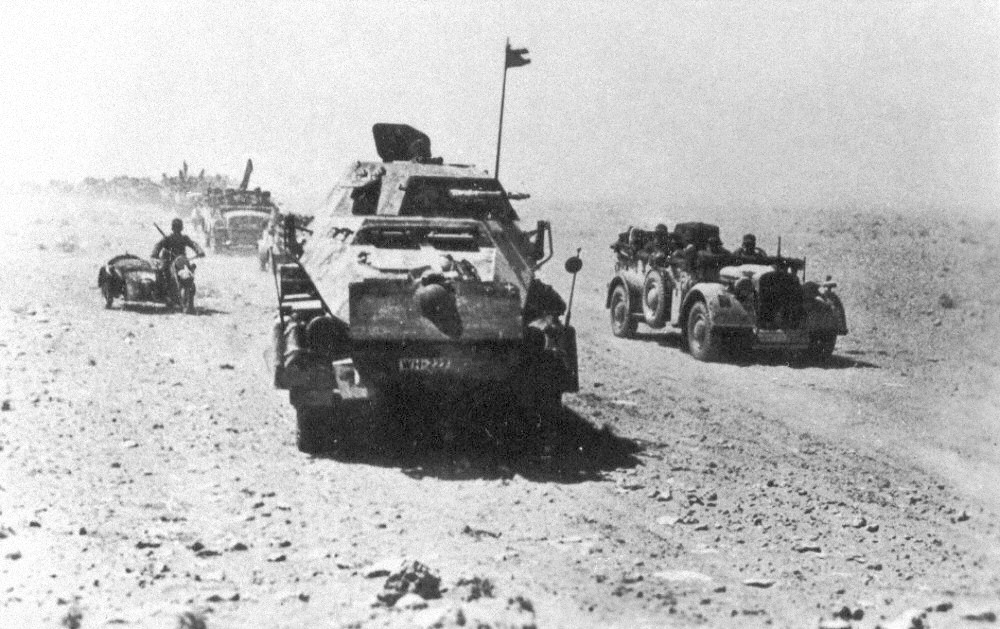
La.

Le 3 juin, Rommel envoie un message écrit de sa main au général Kœnig : « Aux troupes de Bir Hakeim. Toute résistance prolongée signifie une effusion de sang inutile. Vous subirez le même sort que les deux brigades anglaises de Got-el-Oualeb qui ont été détruites avant-hier. Nous cessons le combat si vous hissez des drapeaux blancs et si vous vous dirigez vers nous, sans armes. » La seule réponse de la brigade FFL sera une salve de canon du 1er régiment d'artillerie qui détruira quelques camions allemands. Les 3 et 4 juin 1942, tous les assauts germano-italiens sont repoussés alors qu'ils sont précédés de tirs de canons de 105 mm et de bombardements. Le général Rommel raconte : « Une invitation à se rendre, portée aux assiégés par nos parlementaires, ayant été repoussée, l'attaque fut lancée vers midi, menée du nord-ouest par la division motorisée Trieste, et du sud-est par la 90e division motorisée allemande, contre les fortifications, les positions et les champs de mines établis par les troupes françaises. La bataille de juin commença par une préparation d'artillerie ; elle devait se poursuivre pendant dix jours durant et avec une violence peu commune. Pendant cette période, j'assumai moi-même, à plusieurs reprises, le commandement des troupes assaillantes. Sur le théâtre des opérations africaines, j'ai rarement vu combat plus acharné. » Von Mellenthin, un des autres généraux allemands de l'Afrikakorps, déclarera plus tard « n'avoir jamais affronté, au cours de toute la guerre du désert, une défense aussi acharnée et héroïque ».
À partir du 6 juin, l'assaut proprement dit commence. Vers 11 heures, la 90e division motorisée envoie ses groupes d'assaut avec l'appui des pionniers du général Kleemann, chevalier de la croix de fer, venant du front russe, pour essayer de dégager un passage à travers le champ de mines. Les pionniers allemands réussissent à s'approcher à 800 m du fort après avoir réalisé une brèche dans le champ de mines extérieur et, pendant la nuit, ils parviennent à dégager plusieurs couloirs déminés à travers le périmètre intérieur, où l'infanterie s'infiltre à la faveur de l'obscurité. Malgré quelques timides attaques de la 7e brigade motorisée britannique contre la 90e division motorisée, l'encerclement est effectif au soir du 6. Au nord-ouest, l'attaque de la division Trieste piétine. Partout, les soldats français, terrés dans les trous individuels et les blockhaus, ripostent efficacement contre les tentatives de pénétrations des troupes de l'Axe. Même si les champs de mines sont franchis à plusieurs endroits, la précision et la densité du tir qui bat ce terrain découvert empêchent toute exploitation des succès initiaux par les troupes allemandes. Les légionnaires, bien retranchés, contre toute attente, malgré le pilonnage incessant, la faim et la soif qui commencent à se faire sentir, refusent l'accès à leur fort. La journée du 7, le scénario est le même : les Allemands s'approchent encore de la position, mais le tir continu des Français les cloue au sol. La RAF intervient à quatre reprises en mitraillant les forces engagées dans le champ de mines.
Un dernier convoi arrive dans la nuit, il est guidé par l'aspirant Bellec, qui est passé à travers les lignes allemandes pour aller du camp retranché au convoi. Un brouillard couvre leur arrivée mais couvre aussi les préparatifs de Rommel qui a fait venir du renfort (chars lourds, canons de 88, pionniers du colonel Hacker, etc.). Le matin du 8 juin, Rommel est fin prêt à lancer une nouvelle offensive. Il est impressionné par la résistance des Français, et écrit cela dans ses carnets : « Et pourtant, le lendemain, lorsque mes troupes repartirent, elles furent accueillies par un feu violent, dont l'intensité n'avait pas diminué depuis la veille. L'adversaire se terrait dans ses trous individuels, et restait invisible. Il me fallait Bir Hakeim, le sort de mon armée en dépendait. »
Il mène personnellement l'attaque au nord, approchant au maximum les pièces de 88 mm et de 50 mm pour effectuer des tirs tendus sur les fortifications françaises. La Luftwaffe intervient avec, entre autres, un raid de 42 Stukas qui touche le poste sanitaire de la brigade, tuant 17 blessés. Malgré les moyens engagés, les Français résistent toujours. Le général Saint-Hillier raconte : « L'équipe de pièce d'un canon de 75 est volatilisée par un coup de 88 frappant l'alvéole ; le légionnaire survivant, la main arrachée, charge son 75 en s'aidant de son moignon, pointe son canon et touche le 88… » Au soir, seuls quelques endroits au nord du dispositif ont été entamés. Le général Kœnig adresse un message à ses hommes. Il a été informé que le 10 juin serait le dernier jour à tenir et qu'ils pourront abandonner la position à l'ennemi le lendemain, les Britanniques ayant pu se réorganiser durant le temps où la 1re brigade française libre a bloqué l'Afrikakorps. Voici son message : « Nous remplissons notre mission depuis quatorze nuits et quatorze jours. Je demande que ni les cadres ni la troupe ne se laissent aller à la fatigue. Plus les jours passeront, plus ce sera dur : cela n'est pas pour faire peur à la 1re brigade française libre. Que chacun bande ses énergies ! L'essentiel est de détruire l'ennemi chaque fois qu'il se présente à portée de tir ».
Pour le combat du lendemain, la brigade FFL, qui n'a pas été ravitaillée après les combats de la veille, ne dispose plus de munitions que pour la journée, et les réserves d'eau sont quasiment épuisées. La RAF arrivera à fournir un ravitaillement aérien de 170 litres en eau qui servira surtout pour les blessés. La nourriture manque aussi. Jusqu'à 9 h, le brouillard empêche les combats de commencer et permet aux équipes téléphonistes du capitaine Renard de rétablir les lignes avec les Britanniques. Rommel, de son côté, a fait venir la 15e Panzerdivision. Dans la matinée, la situation est relativement calme, malgré quelques accrochages au nord-ouest entre le 66e régiment d'infanterie italien (appartenant à la division Trieste) et les hommes du lieutenant Bourgoin qui se battent à la grenade, et les bombardements d'artillerie et d'aviation sur le camp de la part des Allemands. À 13 h, 130 avions germano-italiens bombardent le côté nord du camp et l'infanterie allemande lance son attaque tout en étant couverte par la 15e panzerdivision, qui bombarde elle aussi fortement les Français. La 9e compagnie du capitaine Messmer est enfoncée, ainsi que le centre tenu par la section de l'aspirant Morvan ; malgré tout, la situation est rétablie grâce à une charge de Bren Carrier. L'artillerie continuera à pilonner les Français jusqu'à 21 h, heure à laquelle une nouvelle offensive est lancée mais de nouveau repoussée. Après cet ultime assaut de l'Afrikakorps, les Français prévoient d'abandonner la position, qui n'est plus d'aucune utilité aux Britanniques.

### L'évacuation
À 17 h, l'ordre d'évacuation arrive aux Français. Dans la nuit, le général Kœnig précise les détails de sa sortie. Il demande la protection de la RAF et fixe l'heure du départ au lendemain, vers 23 h. Il attend des Britanniques qu'ils préparent un point de recueil au sud-ouest de la position avec des moyens motorisés qui lui font défaut. Il faut néanmoins tenir encore le lendemain et, outre l'eau potable, la situation en munitions est critique avec quelque deux cents obus de 75 et sept cents de mortiers.
Au matin du 10 juin, le pilonnage de l'artillerie allemande reprend et, à 13 h, l'assaut est lancé sur le secteur tenu par le bataillon de marche de l'Oubangui-Chari et du 3e bataillon de la Légion étrangère. Il est précédé par une attaque de 100 Stuka qui détruisent de nombreux équipements et sèment la confusion dans les rangs français. Les chars de la 15e panzer et ses grenadiers sont près de percer le dispositif français, mais une contre-attaque des légionnaires de Messmer et des Bren Carrier du capitaine Lamaze, appuyée par les derniers obus de mortier, rétablit la situation. Une autre vague d'une centaine de bombardiers survient et l'attaque reprend. Mais, au bout de deux heures, les Allemands, démoralisés par le mordant de leurs adversaires, décident de remettre leur assaut au lendemain, sans se douter que les Français sont à court de munitions.
La position ayant tenu, la sortie prévue peut avoir lieu. Cependant, celle-ci ne va pas être sans difficulté, compte tenu de la situation de la 1re brigade. Le matériel lourd intransportable est détruit la nuit venue et le 2e bataillon étranger se prépare à foncer vers les Britanniques de la 7e brigade motorisée britannique, à sept kilomètres de là au sud-ouest. Le déminage, effectué par les sapeurs, s'avère plus ardu que prévu, et c'est avec plus d'une heure et quart de retard que la 6e compagnie du capitaine Wagner sort du périmètre. De plus, seul un couloir étroit, et non la largeur prévue de 200 mètres, a été déminé. Une fusée éclairante dévoile alors le mouvement des Français et ceux-ci, comprenant que la réaction allemande ne va pas tarder, décident alors de foncer, comptant sur la faible densité de mines pour limiter les pertes. Cela va se révéler payant car, si de nombreux véhicules sautent, le 3e bataillon étranger et le bataillon du Pacifique réussissent également à sortir. Plus qu'une attaque organisée, c'est une ruée des Français vers le sud-ouest. En petits groupes, motorisés ou non, ils neutralisent une à une, sur leur passage, les trois lignes de défense italo-allemandes. Se distingueront particulièrement les Bren Carrier du capitaine Jacques Beaudenom de Lamaze. Ce dernier sera tué en compagnie du chef d'escadron Charles Bricogne, en continuant à pied et à la grenade pour réduire les nids de mitrailleuses. Le lieutenant Devez trouvera la mort dans le duel entre son Bren et un canon de 20 mm ennemi. D'autres, comme le capitaine commandant du 3e bataillon, seront capturés. Mais la plus grande partie de l'effectif de la brigade arrive à traverser l'encerclement, derrière la charge des véhicules et des hommes d'Amilakvari. Celui-ci, en compagnie du général Kœnig, arrive à Gasr-el-Abid, après avoir risqué la capture en traversant un campement ennemi. Les Britanniques voient les premiers éléments français sous la conduite de l'aspirant Jean Bellec vers quatre heures du matin. Vers 8 h du matin, la majeure partie des hommes de la brigade FFL a réussi à rejoindre la zone de recueil fixée par les Britanniques, en véhicule ou à pied. Les patrouilles britanniques recueilleront encore de nombreux isolés et égarés au cours de la journée.

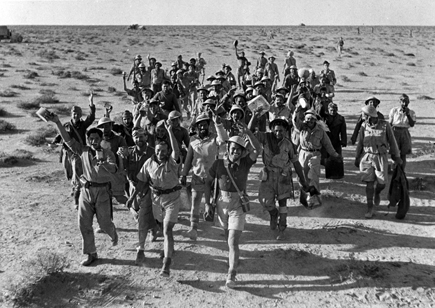
Les Français libres évacuant Bir Hakeim.

La sortie est un succès complet et Rommel, ignorant que la position de Bir Hakeim a été désertée pendant la nuit, lance un nouvel assaut au matin. Ses hommes n'y découvriront que des cadavres ainsi que quelques blessés n'ayant pas réussi à fuir. La Luftwaffe, qui a épuisé son carburant au cours de 1 400 sorties au-dessus de Bir Hakeim, n'en a plus assez pour poursuivre et bombarder les colonnes FFL et britanniques qui s'échappent.
Rommel raconte :

« Le 11 juin 1942, la garnison française devait recevoir le coup de grâce. Malheureusement pour nous, les Français n'attendirent pas. En dépit des mesures de sécurité que nous avions prises, ils réussirent à quitter la forteresse, commandés par leur chef, le général Kœnig, et à sauver une partie importante de leurs effectifs. À la faveur de l'obscurité, ils s'échappèrent vers l'ouest et rejoignirent la 7e brigade anglaise. Plus tard, on constata qu'à l'endroit où s'était opérée cette sortie, l'encerclement n'avait pas été réalisé conformément aux ordres reçus. Une fois de plus, la preuve était faite qu'un chef français, décidé à ne pas jeter le fusil après la mire à la première occasion, peut réaliser des miracles, même si la situation est apparemment désespérée. Dans la matinée, je visitais la forteresse, théâtre de furieux combats ; nous avions attendu sa chute avec impatience. Les travaux de fortification autour de Bir Hakeim comprenaient, entre autres, 1 200 emplacements de combat, tant pour l'infanterie que pour les armes lourdes. »

Même L'Illustration, revue ultra-collaborationniste, dans son no 5180 du 20 juin 1942 (page 136), salue le courage des « Français dissidents » :

« Bir Hakeim, position britannique au sud de Tobrouk, est tombée le 11 juin. Le gros des efforts du général Rommel devant porter sur cette place, sa défense avait été confiée, en raison de son importance et du péril de sa situation, à des Français dissidents. Ceux-ci résistèrent héroïquement sous un feu d'enfer durant plus de dix jours. Les survivants ont été faits prisonniers. »

## Bilan des combats de Bir Hakeim

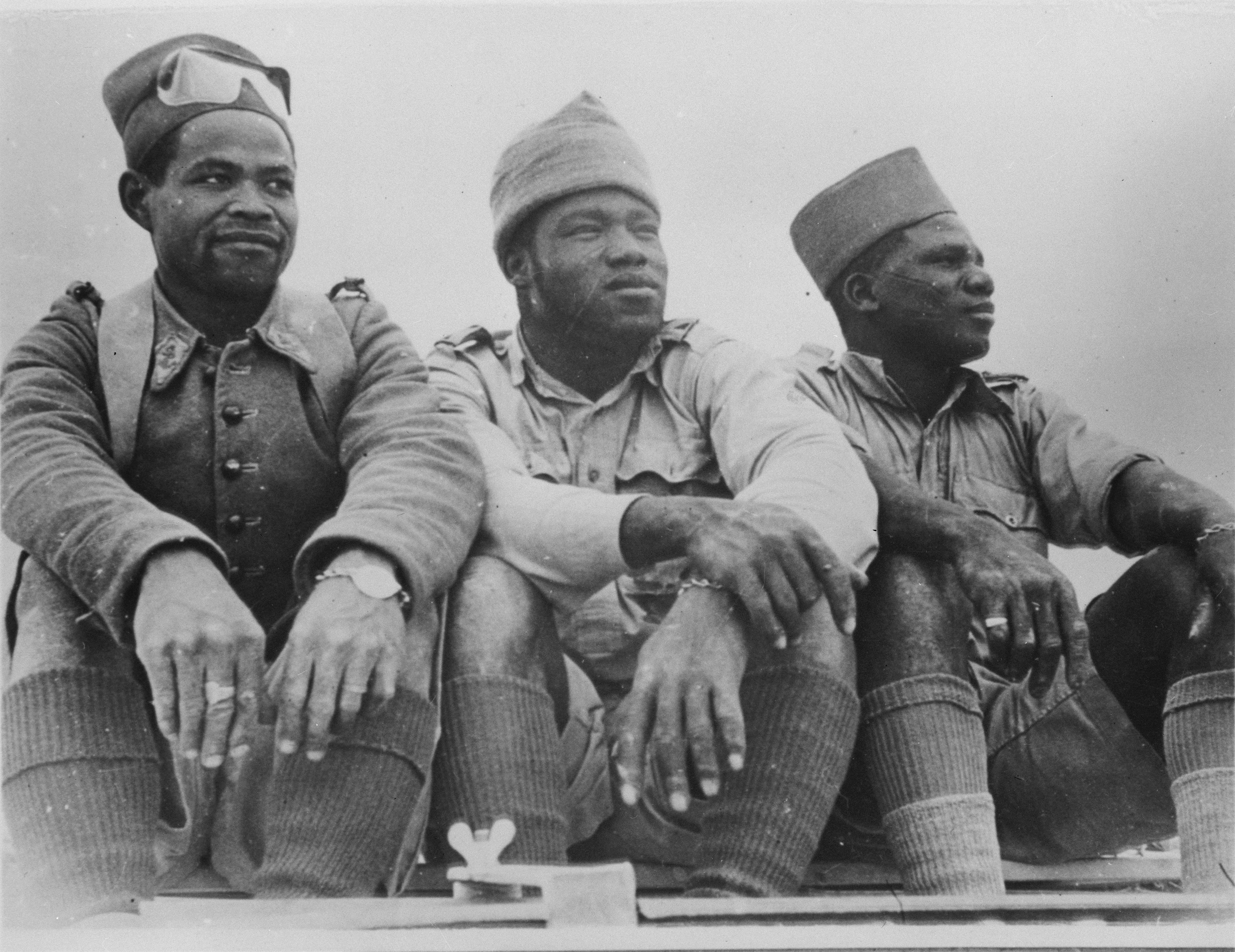
Trois membres du 1er régiment d'artillerie qui se sont distingués à la bataille de Bir-Hakeim. Reconnaissables à l'ancre de l'armée coloniale, ils sont présentés à tort par l'office de la guerre américain comme des membres de la 13e demi-brigade de Légion étrangère. Ils sont respectivement originaires du Sénégal, de l'Afrique équatoriale et de Madagascar.

Du côté de l'Axe, les pertes sont les suivantes :
- 3 300 hommes ont été tués, blessés ou ont disparu, 272 ont été faits prisonniers (149 Italiens, 123 Allemands) ;
- 52 chars et 11 automitrailleuses, ainsi que plusieurs dizaines de camions, ont été détruits[11] ;
- La Luftwaffe a perdu sept avions du fait de la DCA et 42 Stukas abattus par la RAF.

Les pertes françaises, selon l'estimation citée par Koenig et confirmée par Pierre Messmer, sont comparativement beaucoup plus légères, avec
- 99 tués et 109 blessés, pendant le siège, et 41 tués, 21 blessés et 763 disparus (dont 600 prisonniers), lors de la sortie[11],[12],[13]. Un état récapitulatif de 1944 signale 683 prisonniers sur les 829 disparus initialement comptabilisés par les Français libres. Laissés sans eau pendant quatre jours, 22 sont morts après leur capture, un a perdu la vue, puis 118 ont disparu lors du torpillage du MV Nino Bixio[14] ;
- en outre, pendant celle-ci, 40 canons de 75, 5 de 47, 8 Bofors et une cinquantaine de véhicules divers ont été perdus. Au total 2 619 hommes des FFL arriveront à rejoindre les lignes britanniques, sur les 3 723 présents au départ.

## Conséquences stratégiques de Bir Hakeim

### Sur le plan politique
Ce fait d'armes entraîne une nouvelle prise de conscience de la valeur et du courage des soldats français, très contestés depuis juin 1940[réf. nécessaire].
- Le général britannique Ian Playfair (en) dit : « La défense prolongée de la garnison française a joué un rôle important dans le rétablissement des troupes britanniques en Égypte. Les Français libres ont, dès l'origine, gravement perturbé l'offensive de Rommel. L'acheminement de ravitaillement de l'Afrikakorps en a été fortement troublé. La concentration de plus en plus importante de l'Axe, pour percer cet abcès, a sauvé la 8e armée britannique d'un désastre. Les retards qu'a apportés la résistance résolue des Français ont augmenté les chances des Britanniques de se ressaisir et ont facilité la préparation d'une contre-attaque. À plus long terme, le ralentissement de la manœuvre de Rommel a permis aux forces britanniques d'échapper à l'anéantissement prévu par l'Axe. C'est par là que l'on peut dire, sans exagération, que Bir Hakeim a facilité le succès défensif d'El-Alamein » ;
- Le maréchal Claude Auchinleck déclara le 12 juin 1942, à propos de Bir Hakeim : « Les Nations unies se doivent d'être remplies d'admiration et de reconnaissance, à l'égard de ces troupes françaises et de leur vaillant général Kœnig »[15] ;
- Winston Churchill est plus laconique : « En retardant de quinze jours l'offensive de Rommel, les Français libres de Bir Hakeim auront contribué à sauvegarder le sort de l'Égypte et du canal de Suez »[réf. nécessaire].

Entre-temps, Radio Berlin avait diffusé un communiqué : « Les Français blancs et de couleur, faits prisonniers à Bir Hakeim, n’appartenant pas à une armée régulière, subiront les lois de la guerre et seront exécutés ». Charles de Gaulle ripostait immédiatement sur la BBC : « Si l’armée allemande se déshonorait au point de tuer des soldats français faits prisonniers en combattant pour leur patrie, le général de Gaulle fait connaître qu’à son profond regret il se verrait obligé d’infliger le même sort aux prisonniers allemands tombés aux mains de ses troupes ». La même journée la radio de Berlin proclamait : « À propos des militaires français qui viennent d’être pris au cours des combats de Bir Hakeim, aucun malentendu n’est possible. Les soldats du général de Gaulle seront traités comme des soldats ».
Pour l'anecdote, Rommel, impressionné par la résistance française et s'apercevant que les prisonniers français mouraient de soif, donna l'ordre de leur attribuer une ration d'eau égale à celle que recevaient les soldats de l'Axe, ce sur quoi il fut en accord avec Mussolini qui avait exigé de ses troupes que les prisonniers français fussent bien traités[réf. nécessaire]. Charles de Gaulle, enfin, envoya un message au général Kœnig : « Sachez et dites à vos troupes que toute la France vous regarde et que vous êtes son orgueil »[réf. nécessaire].

### Sur le plan militaire: Bir Hakeim permet El Alamein
Le résultat le plus important de la bataille de Bir Hakeim, c’est le ralentissement de l’offensive allemande, grâce à la résistance de la garnison de Bir Hakeim, qui a bloqué pendant quatorze jours une part importante des blindés de Rommel sur la route du canal de Suez. Ce retard, qui permet à la 8e armée britannique de s'échapper vers El-Alamein et de s’y fortifier, a constitué un succès stratégique décisif.[réf. nécessaire]
Le 21 juin, Rommel s'empare de Tobrouk et de sa garnison britannique de 35 000 hommes (2e D.I. sud-africaine, 201e brigade de la garde, 32e brigade blindée et 29e brigade indienne) grâce au général italien Navarini qui a mené l'attaque à l'aube du 20 juin avec 30 000 Germano-italiens. La garnison britannique, pourtant supérieure en nombre, a capitulé dès le lendemain 21 juin à 9 h 40, après une journée d'assaut, sans même détruire ses équipements. Si bien qu'en plus de ses 33 000 prisonniers, Rommel y a capturé 2 000 véhicules, dont 30 chars, en état de marche, 2 000 tonnes d'essence et 5 000 tonnes de vivres.
Sa poursuite de la 8e armée continue et Rommel s'empare encore de Marsa-Matruh, avant d'arriver devant El Alamein, à 160 km d'Alexandrie. Mais les divisions italiennes ne possèdent alors plus que 30 chars et les allemandes 58. Très affaiblies, elles ne parviendront pas à percer cette nouvelle ligne de défense. Les Britanniques, qui ont reçu le renfort de cinq divisions fraîches dont une blindée, vont tenir leurs positions malgré de lourdes pertes. Ainsi va être arrêté, une fois pour toutes, l’Afrika Korps dans sa marche vers Alexandrie, Le Caire et le canal de Suez. Le 23 octobre 1942, Montgomery déclenchera une offensive qui rejettera les forces de l'Axe jusqu'en Tunisie, où elles capituleront.

#### Contestation de la thèse «officielle»
Alors que Bir Hakeim tombe le 11, ce n'est que le 14 juin que le général Richie décide l'abandon de la ligne Gazala après que ses contre-attaques blindées eurent échoué. Il reçoit alors l'ordre d'établir une ligne de défense El Aden-Knightbridge pour protéger Tobrouk.
Cette ligne de résistance repousse les assauts allemands et les unités indiennes la composant ne décrochent en Egypte, sur ordre et en bon ordre, que dans la nuit du 16 au 17 juin.
De plus la ligne de rétablissement est a Marsa Matruh et non El Alamein. Ce serait la défaillance d'une brigade anglaise sur la position de Marsa Matruh qui provoque le repli sur la ligne d'El Alamein,.
La résistance française a Bir Hakeim a permis au général Richie de préparer des contre-attaques et c'est l'échec de celles-ci qui décide Richie à abandonner la ligne de Gazala.
La remarquable résistance française, qualifié d'héroïque par Von Mellenthin, ne doit pas revêtir l'importance militaire que Playfair lui a donné  pour masquer le résultat désastreux des contre-attaques de Richie.
En 2013, l'historien Benoît Rondeau a remis en cause cette thèse et selon lui, si la résistance des FFL fut héroïque et qu'ils ont accompli un magnifique fait d'armes, d'autres facteurs (côté allemand l'étirement des lignes logistiques, l'usure du matériel ; côté britannique, le rapprochement de ses bases logistiques, le relief escarpé propice a la défense) expliquent également le rétablissement britannique sur El Alamein.

## Hommages

### Citations militaires
Plusieurs unités (1er bataillon de fusiliers-marins d'artillerie (DCA), 2e bataillon de légion étrangère - section de la 1re compagnie anti-chars, 1er régiment d'artillerie, bataillon de marche no 2) sont citées à l'ordre de l'Armée par le général de Gaulle.
Citation à l'ordre de l'Armée du bataillon de marche no 2
« Belle unité indigène constituée en Oubangui-Chari par le chef de bataillon de Roux dès le ralliement aux combats des troupes de l'AEF. Sous le commandement de cet officier supérieur, puis du chef de bataillon Amiel, encadrée par des militaires, fonctionnaires et colons de l'Oubangui animés d'un esprit magnifique, a pris une part glorieuse à toutes les actions militaires des Forces françaises libres dans le Moyen-Orient de mai 1941 à juin 1942. À Bir Hakeim, du 26 mai au 11 juin 1942, a défendu avec acharnement un des secteurs les plus violemment attaqués, a maintenu ses positions malgré des pertes très lourdes et a réussi finalement à percer les lignes ennemies et à ramener 60 % de ses effectifs, lorsque l'ordre de repli a été donné. Blancs et Noirs de l'Oubangui, étroitement unis, ont donné dans la campagne 1941-1942 un bel exemple de patriotisme et de valeur militaire. »
— Citation à l'ordre de l'Armée du bataillon de marche no 2, Charles de Gaulle

### Mont Valérien
Un haut-relief du mémorial de la France combattante du mont Valérien évoque Bir Hakeim : « Du 27 mai au 10 juin 1942, en Libye, la 1re Brigade Française Libre du général Koenig défend la position de Bir Hakeim investie par les forces germano-italiennes, forçant par le glaive le barrage de fer et de feu qui l’encercle ».

### Hommages de personnalités
Selon le général Saint-Hillier, dans un entretien en octobre 1991, « il fallut qu'un grain de sable enrayât l'avance italo-allemande, qui n'atteignit El-Alamein qu'après l'arrivée des divisions britanniques fraîches : le grain de sable s'appelait Bir Hakeim. »
Dans ses Mémoires de guerre, De Gaulle relate ainsi sa réaction lorsqu'il apprend, le 11 juin au soir, l'exploit de Kœnig et de sa brigade : « Je remercie le messager, le congédie, ferme la porte. Je suis seul. Oh ! cœur battant d’émotion, sanglots d’orgueil, larmes de joie ! ».
« Nous ne tenons pas Bir Hakeim pour Austerlitz. Mais, comme le premier combat de Jeanne d'Arc à Orléans, Bir Hakeim a été la preuve que la France n'était pas morte », dira André Malraux.
Pour Winston Churchill « L'exploit de la 1re brigade française libre, à Bir Hakeim, prolonge les plus nobles traditions de la France et ne manquera pas de faire vibrer les cœurs de tous vos compatriotes, bien plus, de tous les peuples libres. »

### Cimetière militaire
Le premier cimetière militaire français de Bir Hakeim qui était situé sur les lieux mêmes de la bataille, à une centaine de kilomètres au sud de Tobrouk, a été reconstitué à 8 km au sud de Tobrouk en raison de déprédations et de profanations successives mais aussi des risques dus à la présence de nombreuses munitions non explosées. Seul le mausolée à la croix de Lorraine est resté dans le désert.
Les 182 corps des Français Libres morts pendant la bataille, à l’exception des corps rapatriés en France à la demande des familles, ont été transportés et ré-inhumés à Tobrouk où le cimetière d’origine a été intégralement reconstitué et où reposent aussi les quatre premiers soldats français tombés en Cyrénaïque, le 21 janvier 1941, et les six morts de l’opération de Koufra menée par le général Leclerc.

### Musée
Le musée de Bir Hakeim est installé à côté du nouvel emplacement du cimetière.

### Toponymie en France
Ce fait d'armes de la Seconde Guerre mondiale est commémoré dans la toponymie de nombreux lieux en France :
- à Aix-en-Provence, le bâtiment logeant les élèves des classes préparatoires aux grandes écoles de 1re année du lycée militaire porte le nom de Bir Hakeim ;
- à Bordeaux, le pont de pierre débouche, rive gauche, sur la place de Bir Hakeim ;
- à Caen, un pont enjambant l'Orne porte le nom de Bir Hakeim ;
- à Châlons-en-Champagne, une rue du quartier du Verbeau porte le nom de Bir Hakeim ;
- à Grenoble, la place où se situe le rectorat porte le nom de Bir Hakeim ;
- à Lyon, une place du 3e arrondissement porte le nom de Bir Hakeim ;
- à Marseille, une rue proche du Vieux-Port s'appelle Bir Hakeim ;
- à Paris, dans le 15e arrondissement :
  - le pont de Bir-Hakeim (anciennement pont de Passy) relie le boulevard de Grenelle, sur la rive gauche, à Passy, sur la rive droite. Il est classé monument historique ;
  - la station de métro Bir-Hakeim à Paris est située à l'extrémité rive gauche du pont ;
- à Perpignan, le square du centre-ville porte le nom de Bir Hakeim ;
- à Toulon, le carrefour rond-point principal de l'est de la ville, ainsi qu'une avenue dans le quartier du Pont du Las portent le nom de Bir Hakeim ;
- il existe également des rues Bir-Hakeim dans de nombreuses villes françaises : Chevilly-Larue, Dunkerque, Dieppe, Laval, Mably, Mérignac, Pérols, Quimper, Reims, Rennes, Sevran, Cagnes-sur-Mer, Cholet, etc.

Durant la Seconde Guerre mondiale, le nom de Bir Hakeim a été porté par deux groupes de maquisards : le maquis Bir-Hakeim, groupe agissant dans plusieurs départements dans le Sud du Massif central, et le maquis de Bir Hacheim, en Charente.
- Une promotion de l'École spéciale militaire de St. Cyr Coëtquidan porte le nom de « BIR HAKEIM ».
- De 1955 à 1970, la marine nationale (France) a disposé d'un dragueur de mines de la classe Agile (le MSO-451) baptisé Bir Hacheim (sic) ; donc avec l'orthographe "ancienne".

## Personnalités ayant participé à la bataille de Bir Hakeim
- Prince Dimitri Amilakvari (dit Bazorka), chef de corps de la 13e DBLE, compagnon de la Libération
- Jean Charles Bellec, grand officier de la Légion d'honneur, compagnon de la Libération
- Charles Bricogne, capitaine, disparu au cours de la sortie, compagnon de la Libération à titre posthume
- Félix Broche, lieutenant-colonel, commandant du Bataillon du Pacifique, tué par un obus au cours de la sortie, compagnon de la Libération à titre posthume
- Albert Chaudrel, Belgique Ardenne compagnon de la Libération ; décoré de la Victoria Cross
- Gilbert Chevillot, capitaine du bataillon de marche no 2 (BM2), compagnon de la Libération (décret du 14 juillet 1944), chevalier de la Légion d'honneur, croix de guerre 1939-1945 avec palme[22]
- Jean Devé, compagnon de la Libération
- Benjamin Favreau, compagnon de la Libération
- Hubert Germain, grand officier la Légion d'honneur (décret du 11 juillet 2014), compagnon de la Libération, croix de guerre 1939-1945, médaille de la Résistance
- André Gravier, compagnon de la Libération
- Paul Guillon, officier de la Légion d'honneur, compagnon de la Libération, croix de guerre, médaille de la Résistance, médaille coloniale avec agrafes « Érythrée », « Libye », « Bir Hakeim », « Tunisie 43 »
- Pierre Le Gourierec, tué lors de la sortie, compagnon de la Libération à titre posthume
- Pierre Kœnig, général commandant la 1re BFL, compagnon de la Libération, maréchal de France à titre posthume
- Georges Koudoukou, adjoint au commandant du bataillon de marche no 2 (BM2), compagnon de la Libération
- Michel Larine, Compagnon de la Libération
- Pierre Le Goffic, chef de section à la 1re batterie anti-aérienne, compagnon de la Libération
- Claude Lepeu, compagnon de la Libération
- Georges Le Sant, compagnon de la Libération
- Jean Lhuillier, Compagnon de la Libération
- Pierre Messmer, Premier ministre du 5 juillet 1972 au 27 mai 1974 (sous la présidence de Georges Pompidou), chancelier de l'ordre de la Libération de 2006 à sa mort en 2007
- André Morel, compagnon de la Libération
- Julien Roger, compagnon de la Libération
- André Salvat, compagnon de la Libération[23]
- Jean Simon, général d'armée (capitaine à Bir Hakeim), compagnon de la Libération, chancelier de l'ordre de la Libération de 1978 à 2002
- Pierre Simonet, grand officier de la Légion d'honneur, compagnon de la Libération, croix de guerre 1939-1945 (7 citations), médaille de la Résistance, médaille coloniale
- Gérard Théodore, grand officier de la Légion d'honneur, compagnon de la Libération (décret du 9 septembre 1942), grand officier de l'ordre national du Mérite, croix de guerre 1939-1945 (3 citations)
- Jean Tranape, commandeur de la Légion d'honneur, compagnon de la Libération, médaille militaire, croix de guerre 1939-1945 avec deux palmes, médaille coloniale avec agrafes « Libye, Bir Hakeim, Tripolitaine, Tunisie », médaille des services militaires volontaires dans la France libre
- Susan Travers, une femme militaire britannique, seule à la Légion étrangère, chevalier de la Légion d'honneur, médaille militaire, croix de guerre, chauffeur puis maîtresse du général Kœnig. La sortie héroïque du véhicule du général, le 10 juin, déterminante pour cette victoire a été réalisée sous la conduite de cette chauffeur-mécanicienne, mais toute trace de l'héroïne a été dissimulée afin d'éviter qu'elle ne nuise à la réputation du général Koenig, devenu Maréchal de France[24]
- André Verrier, compagnon de la Libération
- Pierre Dargent, Français libre, sous-lieutenant à titre posthume.

## Sources et bibliographie
Mémoires
- Jean-Pierre Bénard, Bir-Hakim, Fondation de la France libre, Nouvelles Éditions latines, 2002 (lire en ligne) (première édition, Éditions de la Maison française, 1943).
- Jean-Mathieu Boris (préf. Jean-Louis Crémieux-Brilhac), Combattant de la France libre, Paris, Perrin, coll. « Tempus » (no 500), 2013, 196 p. (ISBN 978-2-262-04188-5, OCLC 867764857, lire en ligne).
- Félix de Grand'Combe, Bir Hakeim 26 mai - 10 juin 1942, PUF, 1945 (OCLC 902243436).
- Général Kœnig :
  - Bir Hakeim, Nouveau Monde éditions, Paris, 2022.  (ISBN 978-2-38094-310-8)
  - Bir Hakeim, 10 juin 1942, Éditions Robert Laffont, Paris, 1971 ;
  - Bir-Hakeim, Office français d'édition, 1945.
- Pierre Messmer, « La bataille de Bir Hakeim », Espoir, revue de la Fondation Charles de Gaulle, Paris, septembre 1986.
- Jacques Mordal, Bir-Hakeim, éditions Amiot-Dumont, 1962.
- Raphaël Onana et Patrice Etoundi-M'Balla, Un homme blindé à Bir-Hakeim : récit d'un sous-officier camerounais qui a fait la guerre de 39-45, Paris, Harmattan, 1996, 267 p. (OCLC 609338592, lire en ligne).
- Maréchal Rommel, La Guerre sans haine, 2 tomes, éditions Amiot-Dumont, 1952-1953.
- Daniel Rondeau et Roger Stéphane, Des hommes libres : histoire de la France libre par ceux qui l'ont faite, Paris, B. Grasset, 1997 (ISBN 978-2-246-49012-8), chap. 16 (« Témoignages »), p. 243 et s..
- Bernard Saint-Hillier, « La bataille de Bir-Hakeim », Revue de la France libre, no 259,‎ 3e trimestre 1987 (lire en ligne).

Ouvrages historiques
- Erwan Bergot :
  - La Légion au combat, Narvik, Bir-Hakeim, Dièn Bièn Phu, Presses de la Cité, 1975.
  - Bir-Hakeim, Presses de la Cité, 1989.
- François Broche :
  - Bir Hakeim, La France renaissante, Éditions Italiques, 2003 ;
  - Bir Hakeim, mai-juin 1942, Perrin, 2008, rééd. coll. Tempus, 2012 ;
  - La cathédrale des sables. Bir Hakeim, Belin, 2019.
- Jean-Louis Crémieux-Brilhac, La France libre : de l'appel du 18 juin à la Libération, Paris, Gallimard, coll. « La Suite des Temps », 1996, 969 p. (ISBN 978-2-07-073032-2).
- Général Yves Gras, La 1ère DFL : les Français libres au combat, Paris, Presses de la Cite, coll. « Troupes de choc », 1983, 449 p. (ISBN 978-2-258-01282-0).
- Dominique Lormier, Rommel, la fin d'un mythe : biographie, Paris, Le Cherche Midi, coll. « Documents », 2003, 184 p. (ISBN 978-2-7491-0108-8, OCLC 231975106).
- Jacques Mordal, Bir-Hakeim, éditions Amiot-Dumont, 1962.

Filmographie
- [vidéo] « , Bir Hakeim 1942, quand la France renaît de Timothy Miller », sur YouTube produit par Cinétévé, avec la participation de France Télévisions, Toute l’histoire, TV5 Monde et avec le concours de la Fondation de la France libre, de la Fondation CARAC, du musée de l’Ordre de la Libération et du CNC. Diffusé sur France 3 le 6 juin 2012.

Émission radio
- Franck Ferrand, « La bataille de Bir Hakeim », Au cœur de l'Histoire, Europe 1, 25 mai 2012.